# Edenwald
Edenwald ist ein Wohnviertel im Nordosten des Stadtbezirks (Borough) Bronx, New York City. Das Quartier ist geprägt von einer Mischung aus Einfamilienhäusern, Apartmentgebäuden und großen Wohnanlagen.

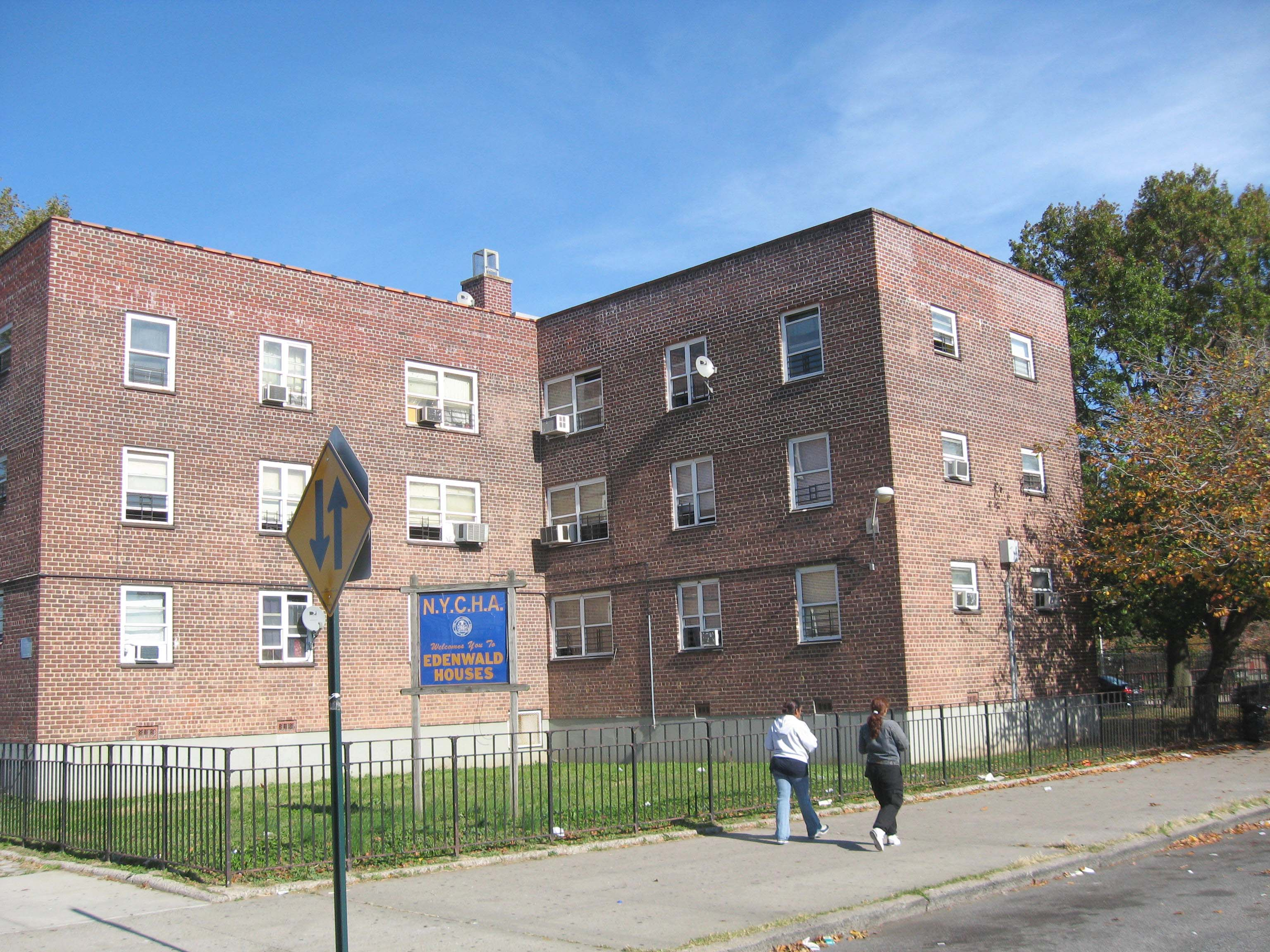
Edenwald Houses

## Lage
Edenwald befindet sich im nordöstlichen Teil der Bronx. Es wird im Westen von Baychester, im Süden von Eastchester, im Osten von Wakefield und im Norden von der Stadtgrenze zu Mount Vernon (Westchester County) begrenzt. Das Viertel ist durch breite Straßen, Wohngebiete und die große Wohnanlage Edenwald Houses geprägt.

## Demografie
Edenwald ist überwiegend ein Wohngebiet mit dichter Bebauung. Die Edenwald Houses, das größte öffentliche Wohnprojekt der Bronx, bieten rund 2000 Wohnungen für etwa 5000 Bewohner. Insgesamt leben im Viertel mehrere tausend Menschen unterschiedlicher Herkunft, darunter viele afroamerikanische, hispanische, puerto-ricanische und dominikanische Familien.

## Etymologie
Der Name „Edenwald“ setzt sich aus „Eden“, als Symbol für einen paradiesischen Ort, und dem deutschen Wort „Wald“  zusammen. Dies spiegelt die ursprüngliche, waldreiche Landschaft wider, die das Viertel prägte. Der Name wurde Anfang des 20. Jahrhunderts von John H. Eden eingeführt, der ein großes Anwesen in der Gegend besaß.

## Sehenswürdigkeiten
- Edenwald Houses: Das größte öffentliche Wohnprojekt der Bronx, bestehend aus 40 Gebäuden mit bis zu 14 Stockwerken, eröffnet 1953. Die Anlage wurde auf dem Gelände des ehemaligen Hebrew Orphan Asylum errichtet und ist ein bedeutendes Beispiel für sozialen Wohnungsbau der Nachkriegszeit.[1][2]
- Edenwald Playground: Der Park entstand auf dem Gelände des ehemaligen Edenwald-Anwesens und späteren Waisenhauses. Er bietet Sport- und Freizeitmöglichkeiten, darunter Spielplätze, Basketballfelder und einen  Freibad.[3]
- Seton Falls Park: Ein 36 Hektar großes, bewaldetes Naherholungsgebiet mit Wanderwegen, Spielplätzen und einem Bach. Der Park ist nach der Seton-Familie benannt und war ursprünglich Teil ihres Anwesens.[1][3]